# Christopher James
Christopher George Walter James, 5e baron Northbourne (18 février 1926 - 8 septembre 2019) est un fermier et aristocrate britannique. Il est l'un des 90 pairs héréditaires élus pour rester à la Chambre des lords après l'adoption de la House of Lords Act 1999 jusqu'à sa retraite en 2018.

## Biographie
Fils de Walter James (4e baron Northbourne), et de sa femme, Katharine Louise Nickerson de Boston, Massachusetts, il succède à son père en 1982. Il fait ses études au Collège d'Eton dans le Berkshire et au Magdalen College d'Oxford, où il obtient une maîtrise ès arts en 1959.
Lord Northbourne est le porte-parole des Crossbenchers pour les familles et les enfants à la Chambre des lords. Il est vice-président de Toynbee Hall et président de Betteshanger Farms Ltd jusqu'en 1997. Depuis 1999, il est président du Parenting Support Forum et gouverneur du Wye College. En 2002, il est également président du Stepney Children's Fund. Il est lieutenant adjoint et membre de la Royal Institution of Chartered Surveyors (FRICS).
Il prend sa retraite de la Chambre des lords le 4 septembre 2018. Il est décédé le 8 septembre 2019 à l'âge de 93 ans.
Le jardin de Lord Northbourne à Elizabethan Northbourne Court près de Deal dans le Kent, situé dans les anciennes dépendances (le manoir a brûlé au XVIIIe siècle) et sur d'anciennes terrasses, entretenu pendant un siècle, est réputé l'un des plus beaux d'Angleterre; il n'est généralement pas ouvert au public.

## Famille
Le 18 juillet 1959, il épouse Aliky Louise Hélène Marie-Sygne Claudel, fille d'Henri Charles Claudel et petite-fille de Paul Claudel.
Ils ont quatre enfants: 
- Charles Walter Henry James, 6e baron Northbourne (14 juin 1960); épouse Catherine Lucy Burrows le 3 octobre 1987. Ils ont trois enfants, deux fils et une fille: 
  - Henry Christopher William James (né le 3 décembre 1988)
  - Anastasia Aliki James (née le 18 février 1992)
  - Alexander Oliver Charles James (né le 27 février 1996)
- Anthony Christopher Walter Paul James (14 janvier 1963); marié et père de deux enfants.
- Sebastian Richard Edward Cuthbert James (11 mars 1966); épouse Anna Katherine Gregory en août 1997. Ils ont trois fils et une fille.
- Ophelia Mary Katherine Christine Aliki James (23 août 1969); épouse Jocelyn Charles Stewart Hoare. Ils ont deux enfants.